# Papouškovo sirotci

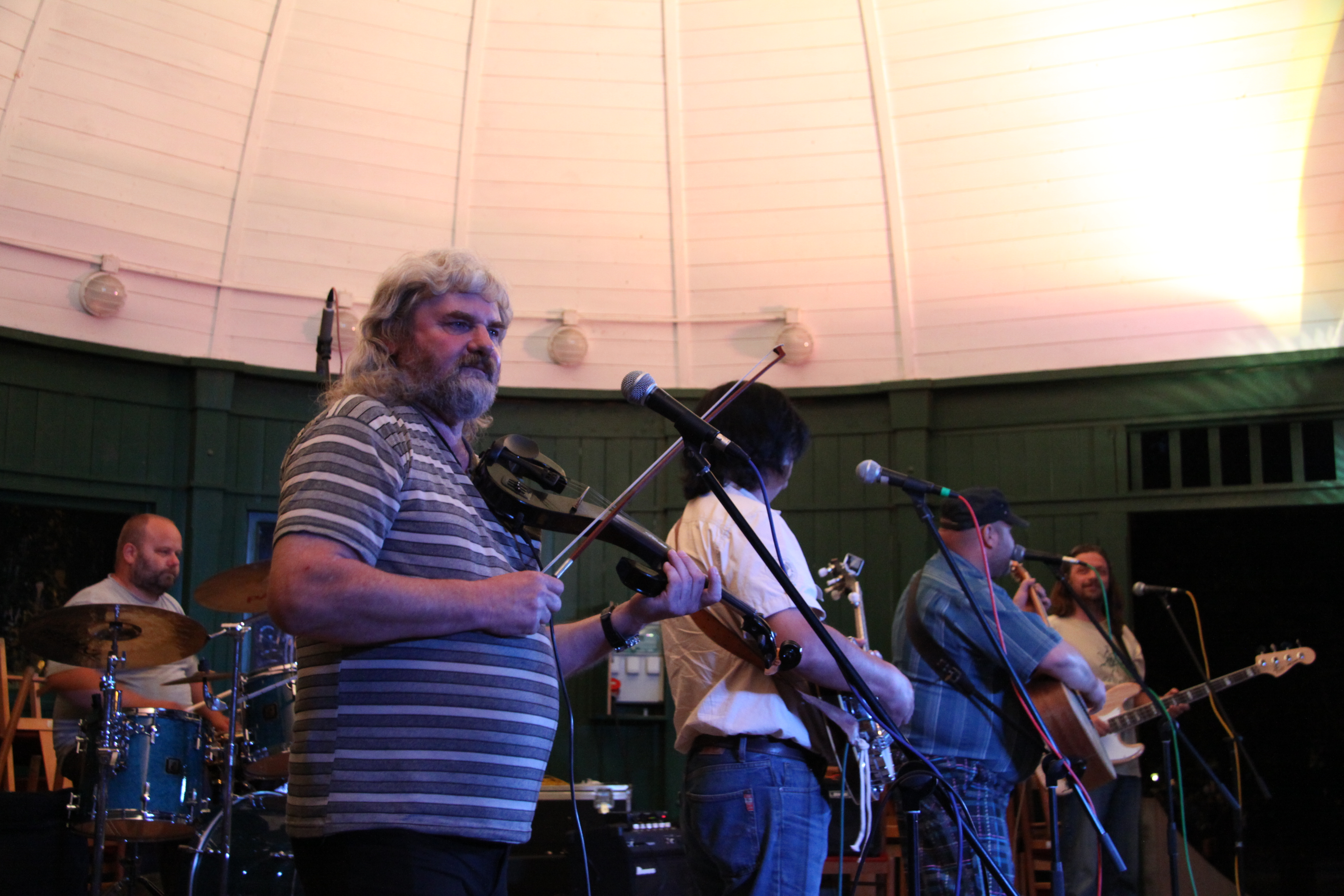
Papouškovo sirotci během píseckých slavností Dotkni se Písku v roce 2011

Papouškovo sirotci je hudební skupina z Českého Krumlova. Vznikla roku 1994. Styl kapely se pohybuje mezi bigbeatem, lidovkou a country.

## Složení kapely
- Martin Sam Korčák – kapelník, kytara, zpěv
- Josef „Papoušek“ Tokar – banjo
- Zdeněk „Divous“ Novotný – housle
- Miroslav Bednář – basová kytara, zpěv

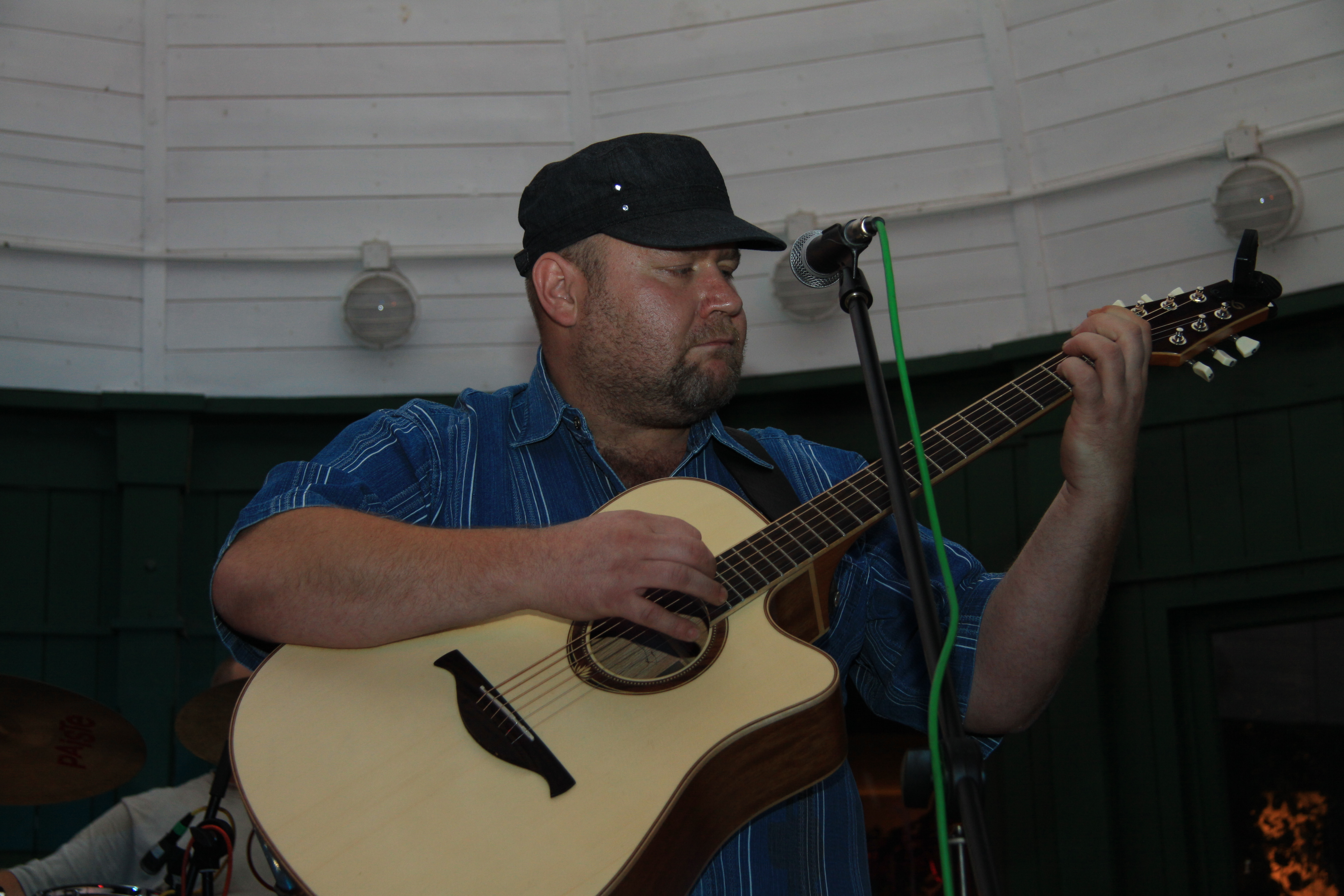
Martin Sam Korčák

## Diskografie
- Živě z jihu (2001)
- Ani tak nebolo (2002)
- Grejtes hic (2003)
- Sbírka malebností (2005)